# Husovo náměstí (Vamberk)
Husovo náměstí je náměstí trojúhelníkového půdorysu ve městě Vamberk v okrese Rychnov nad Kněžnou v Královéhradeckém kraji.

## Další informace
Náměstí se nachází v nadmořské výšce 315 m. Dominantou Husova náměstí je vysoká socha stojícího Mistra Jana Husa z roku 1904, která je na nejširší (východní) straně náměstí. Další památkou je morový sloup se sochou Panny Marie z roku 1699, který nechal postavit Adam Záruba z Hustířan. Zajímavá je také novorenesanční kašna z roku 1869 od Františka Veitha, která původně sloužila jako zdroj pitné vody a nyní jako fontána. Muzeum krajky Vamberk je situováno v západním rohu Husova náměstí v Bednářově vile. Náměstí je sídlem Městského úřadu Vamberk, několika obchodů, hotelu, restaurace a je zde umístěno parkoviště a autobusová zastávka. Náměstím procházejí také turistické stezky a nachází se zde turistický rozcestník.

## Galerie

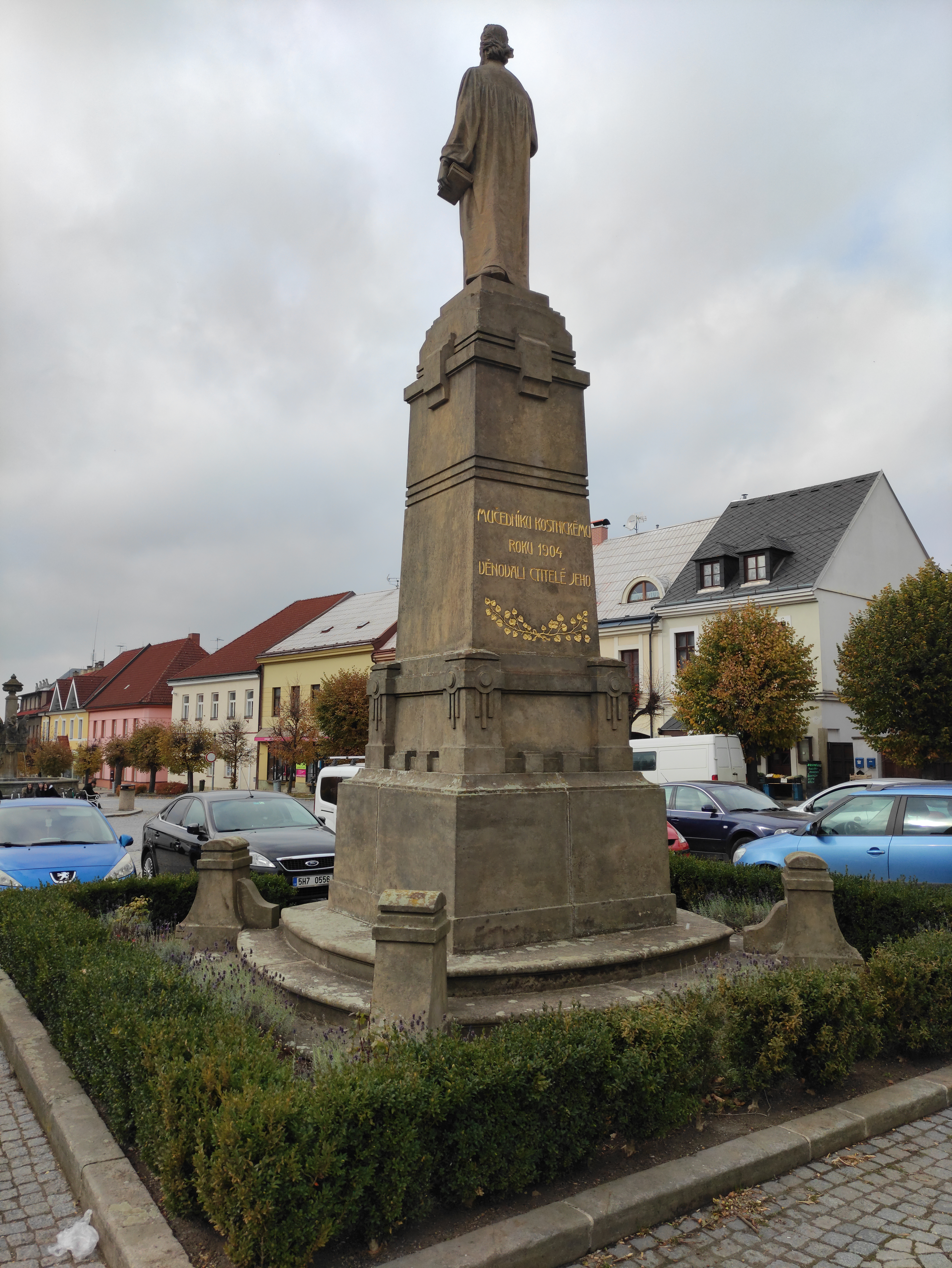
Socha Mistra Jana Husa
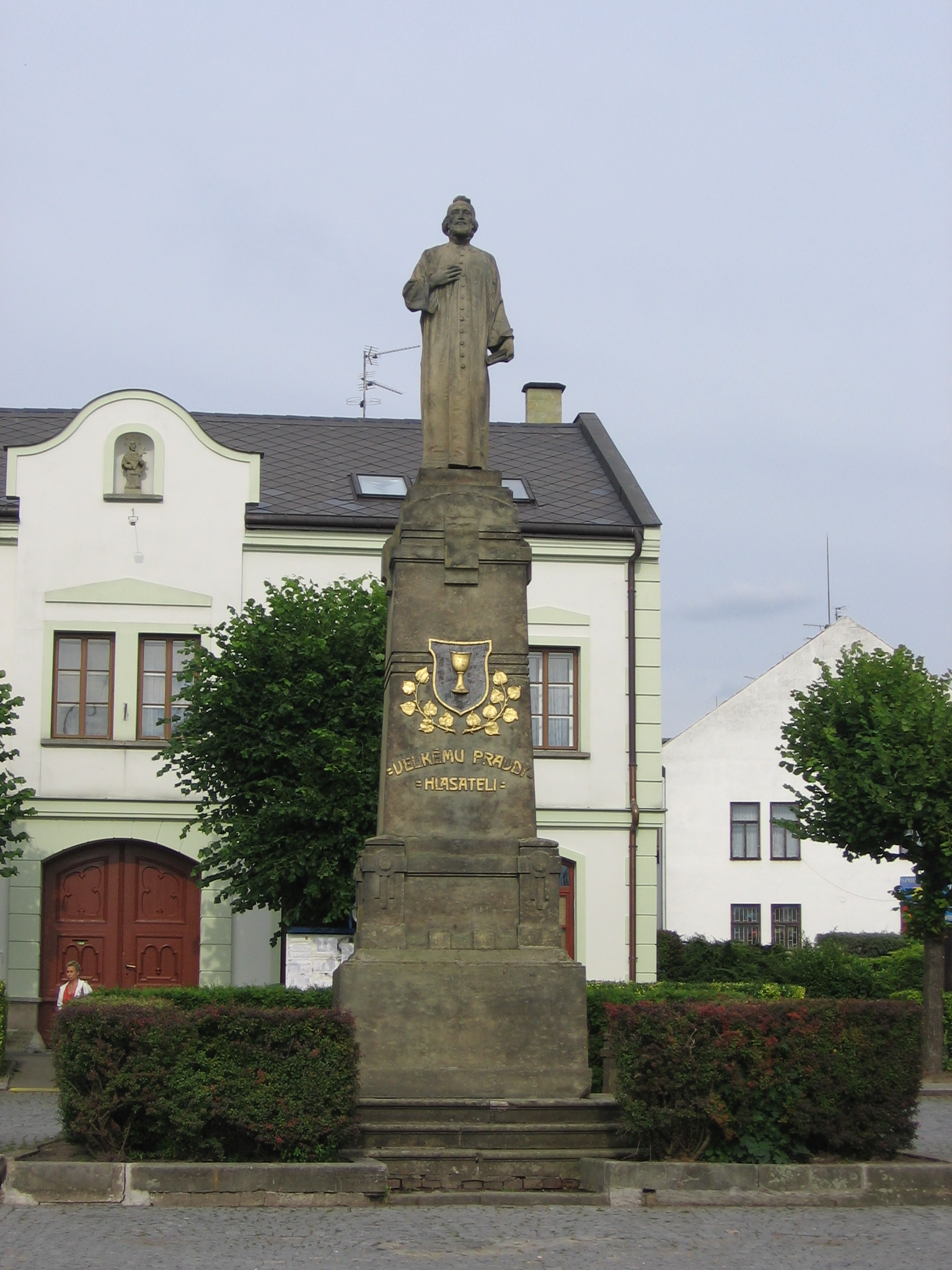
Socha Mistra Jana Husa
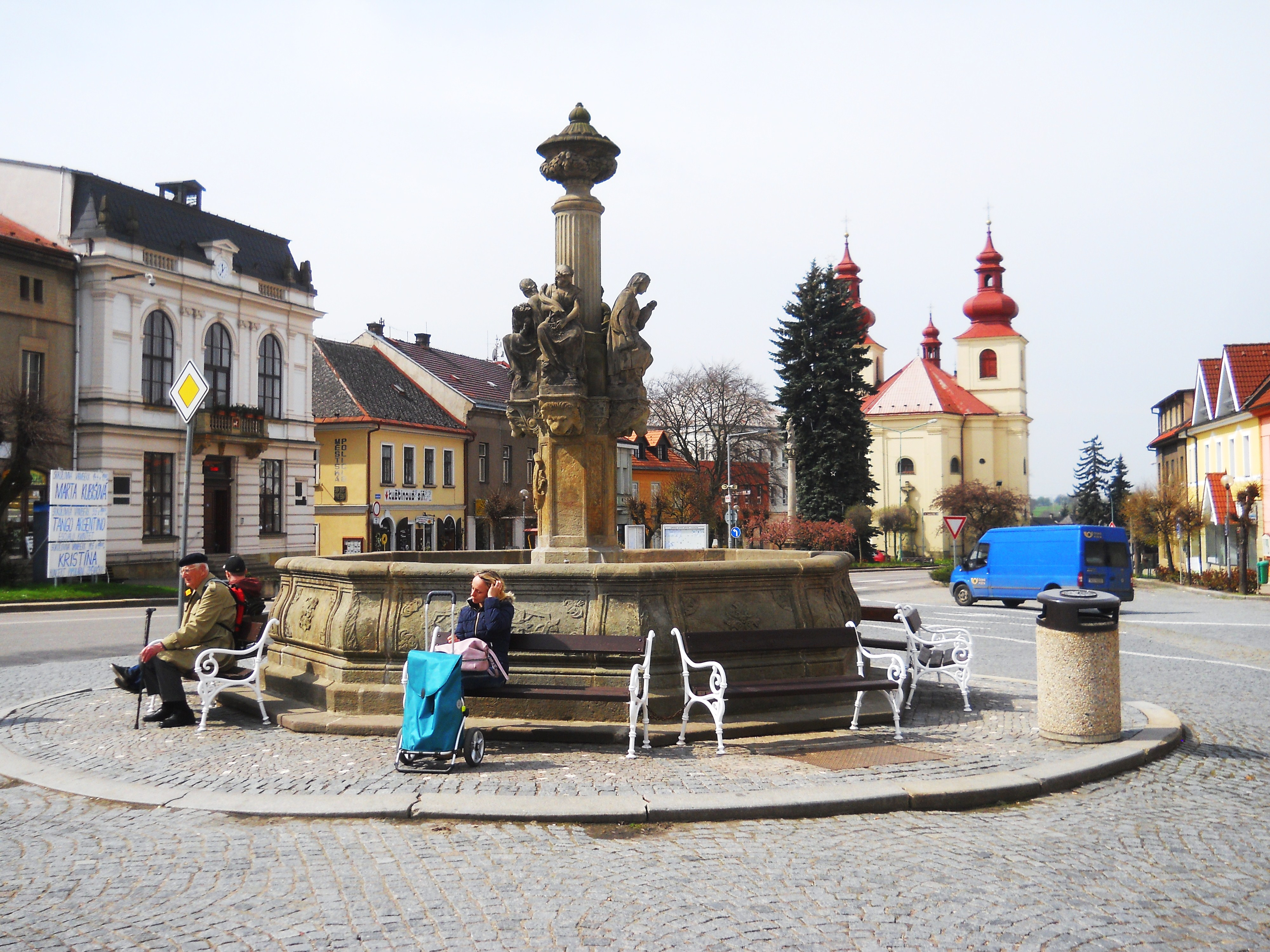
Kašna na náměstí
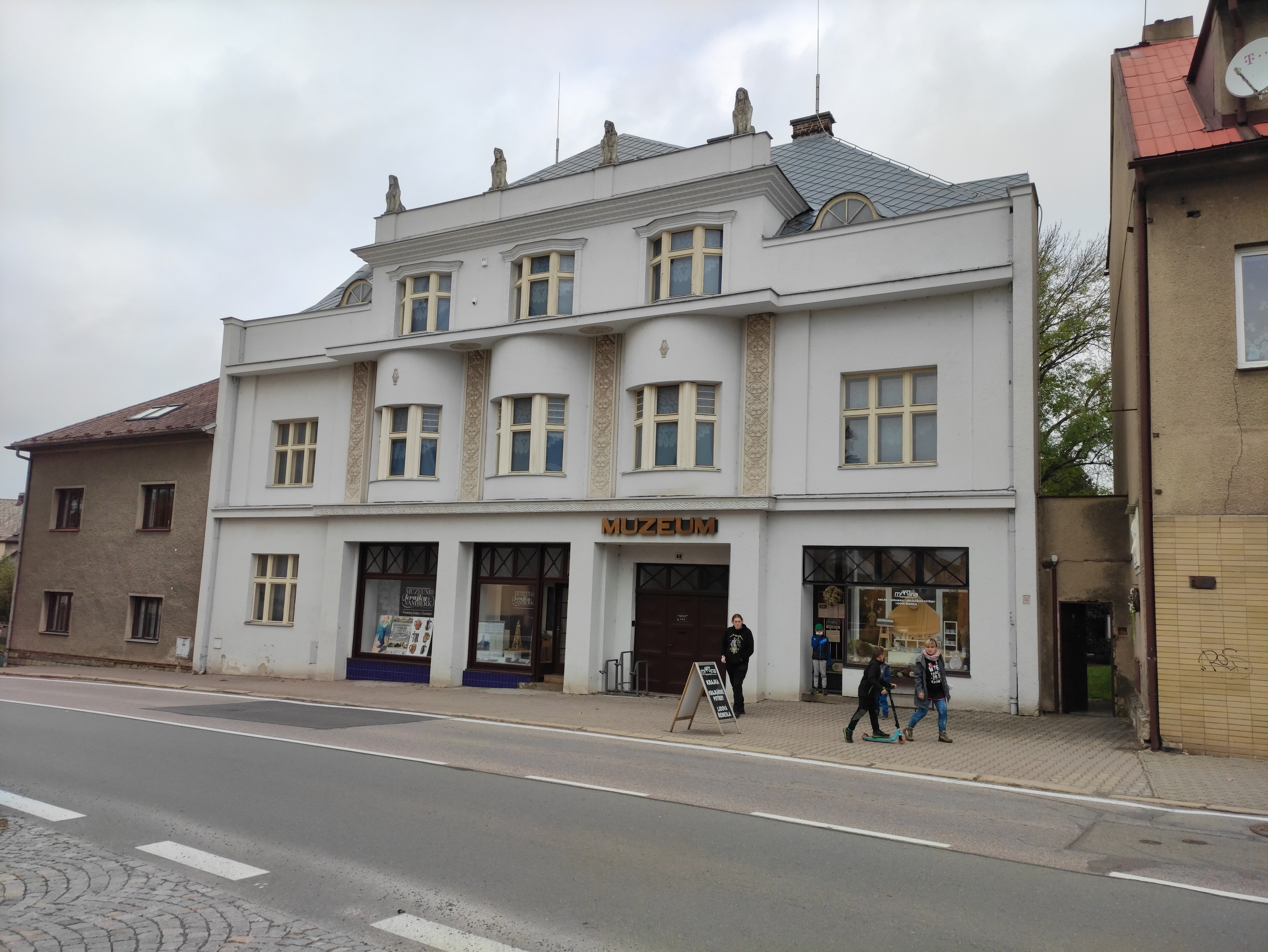
Muzeum krajky - Bednářova vila
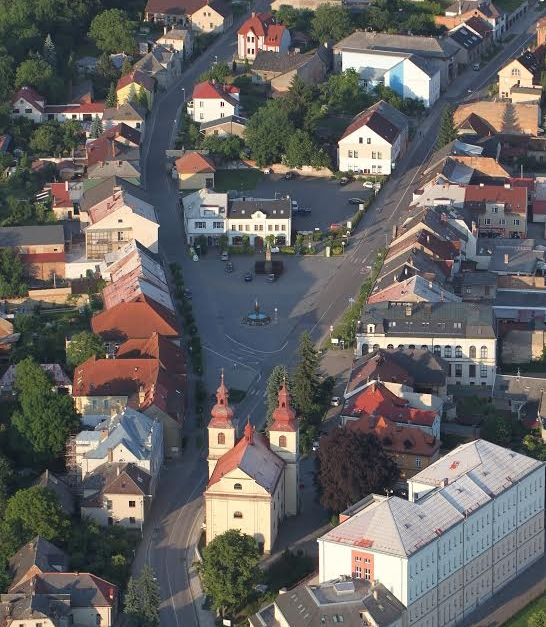
Letecký pohled na náměstí